# Edmund Gostomski
Edmund Gostomski – polski koszykarz, medalista mistrzostw Polski.
12 maja 1964 wziął udział w meczu – Gdańsk Wybrzeże (71:117) All-Stars USA. W składzie reprezentacji gwiazd znajdowali się zawodnicy NBA: Bob Pettit (Hawks), Tom Heinsohn (Celtics), Bill Russell (Celtics), Oscar Robertson (Royals), Jerry Lucas (Royals) 16, Tom Gola (Knicks), Bob Cousy, K.C. Jones (Celtics). W spotkaniu tym zanotował 2 punkty.

## Osiągnięcia
Klubowe
- Brązowy medalista mistrzostw Polski (1964, 1968)
- Awans do najwyższej klasy rozgrywkowej ze Spójnią Gdańsk (1958)